# Gare d'Irumashi
La gare d'Irumashi  (入間市駅, Irumashi -eki) est une gare ferroviaire de la ville d'Iruma, dans la préfecture de Saitama au Japon. Elle est exploitée par la compagnie Seibu.

## Situation ferroviaire
La gare d'Irumashi est située au point kilométrique (PK) 36,8 de la ligne Seibu Ikebukuro.

## Histoire
La gare a été inaugurée le 15 avril 1915 sous le nom de gare de Toyooka-machi. Elle prend son nom actuel en 1967.

## Services aux voyageurs

### Accès et accueil
La gare dispose d'un bâtiment voyageurs, avec guichet, ouvert tous les jours.

### Desserte
- Ligne Seibu Ikebukuro :
  - voies 2 et 3 : direction Hannō
  - voies 4 et 5 : direction Tokorozawa, Nerima (interconnexion avec la ligne Seibu Yūrakuchō pour Kotake-Mukaihara, Shibuya ou Shin-Kiba) et Ikebukuro